# Megacervixosaurus tibetensis
"Megacervixosaurus" (“lagarto de cuello enorme”) es el nombre informal dado a un género de un posible dinosaurio saurópodo diplodócido que vivió a finales del período Cretácico, hace aproximadamente 75 a 70 millones de años entre el Campaniense y el Maastrichtiense. Fue encontrado en el Tíbet. La especie tipo, "Megacervixosaurus tibetensis", fue nombrada por Zhao Xijin en 1985. "Megacervixosaurus" puede ser un diplodócido, pero nunca fue descrito formalmente por lo que se lo mantiene como nomen nudum.